# Makedonski Brod
Makedonski Brod (makedonsky Македонски Брод) je město v Jihozápadním regionu v Severní Makedonii, ve stejnojmenné opštině. V roce 2002 zde žilo 3 740 obyvatel.
Leží na řece Treska, cca 60 kilometrů od hlavního města Skopje.
Název města pochází od mostu, stojícího již ve starověku nad řekou Treska na silnici mezi městy Prilep a Kičevo. Makedonski Brod je střediskem regionu Poreče, ležícího mezi pohořími Karadžica, Suva Gora a Dautica.